# Lyka atra
Lyka atra är en stekelart som beskrevs av Trjapitzin 1989. Lyka atra ingår i släktet Lyka och familjen sköldlussteklar.
Artens utbredningsområde är Algeriet. Inga underarter finns listade i Catalogue of Life.